# CryEngine 3
Pour l'article plus général, voir CryEngine.
Chronologie des versions
CryEngine 2 CryEngine 4 (d)
Le CryEngine 3 est un moteur de jeu 3D développé par Crytek, succédant au CryENGINE2. Il est disponible depuis le 14 octobre 2009. Quelques jeux, dont la plupart sont en développement, utilisent ce moteur, le premier étant Crysis 2. Une version gratuite du SDK est sorti en août 2011 et est utilisable avec différentes licences (gratuite pour une utilisation personnelle et payante pour une utilisation commerciale.). Le logo est inspiré du Nazar Boncuk, un porte bonheur turc.

## Principales caractéristiques techniques[4]
- Anaglyphe 3D
- Prise en charge de l'ombrage dynamique en temps réel
- Simulation de la radiosité
- Illumination globale en temps réel ainsi que SSAO (en) (Screen Space Ambiant Occlusion).
- Possibilité de calcul de plusieurs sources de lumière (Deferred lighting)
- Autres effets de lumière : HDR Lighting (High Dynamic Range) qui simule l'éblouissement et l'adaptation de la rétine aux variations de lumière, éclairage volumétrique
- "Blend Layer" (outil qui permet de générer une texture multi-couche d'une manière simple)
- Utilisation avancée des Normal-Maps & Offset Bump-Mapping
- Effets de post-traitement : Profondeur de champ, flou cinétique, "color-grading" (correction des couleurs)
- Shaders avancés : éclairage par pixel en temps réel, réflexion, réfraction, textures animées… avec prise en charge de l'architecture des Shaders unifiés (DirectX 10-11).
- Affichage de l'eau en  3D "haute qualité" avec prise en charge de "water-physics" : Interaction réelle eau /"rigid-body", génération de vagues en 3D, propagation réaliste de la lumière en profondeur…
- Projection stéréoscopique

## Jeux utilisant le CryEngine 3 (liste non-exhaustive)
| Titre                                          | Année | Développeur                  | Éditeur                  | Plateforme(s)                              |
| ---------------------------------------------- | ----- | ---------------------------- | ------------------------ | ------------------------------------------ |
| Aderyn's Cradle                                | 2016  | Mojo Game Studios            | NC                       | Microsoft Windows                          |
| the sims freeplay                              | 2011  | firemonkey                   | Electronic Arts          | android, IOS                               |
| ArcheAge                                       | 2013  | XL Games                     | XL Games                 | Microsoft Windows                          |
| ASTA: The War of Tears and Winds               | NC    | Polygon Games                | NHN                      | Microsoft Windows                          |
| Cabal 2                                        | 2012  | ESTsoft                      | ESTsoft                  | Microsoft Windows                          |
| Crysis                                         | 2011  | Crytek Frankfurt             | Electronic Arts          | PlayStation 3, Xbox 360                    |
| Crysis 2                                       | 2011  | Crytek Frankfurt             | Electronic Arts          | Microsoft Windows, PlayStation 3, Xbox 360 |
| Crysis 3                                       | 2013  | Crytek Frankfurt             | Electronic Arts          | Microsoft Windows, PlayStation 3, Xbox 360 |
| Enemy Front                                    | 2014  | CI Games                     | Bandai Namco Games       | Microsoft Windows, PlayStation 3, Xbox 360 |
| Fibble – Flick 'n' Roll                        | 2012  | Crytek Frankfurt             | Crytek                   | iOS, Android                               |
| God Slayer                                     | NC    | Changyou.com                 | Changyou.com             | Microsoft Windows                          |
| Icarus Online                                  | NC    | WeMade Entertainment         | WeMade Entertainment     | Microsoft Windows                          |
| Lichdom: Battlemage                            | 2014  | Xaviant                      | Xaviant                  | Microsoft Windows                          |
| MechWarrior Online                             | 2013  | Piranha Games                | Infinite Game Publishing | Microsoft Windows                          |
| Monster Hunter Online                          | NC    | Tencent Holdings Capcom      | Capcom                   | Microsoft Windows                          |
| Nexuiz                                         | 2012  | IllFonic                     | THQ                      | Microsoft Windows, Xbox 360                |
| Ostrov                                         | NC    | Whitefox Studios             | NC                       | Microsoft Windows                          |
| Panzar: Forged by Chaos                        | 2013  | Panzar Studio                | Panzar Studio            | Microsoft Windows                          |
| Resistance and Liberation (CryEngine 3 reboot) | NC    | NC                           | NC                       | Microsoft Windows                          |
| Rise of Nusantara                              | 2015  | Palm Studio                  | NC                       | Microsoft Windows                          |
| Shadow of the Eternals                         | NC    | Precursor Games              | Nintendo (Wii U)         | Microsoft Windows, Wii U                   |
| Sonic Boom : L'Ascension de Lyric              | 2014  | Big Red Button Entertainment | Sega                     | Wii U                                      |
| Star Citizen                                   | 2016  | Cloud Imperium Games         | Cloud Imperium Games     | Microsoft Windows, Linux                   |
| Revival                                        | NC    | IllFonic                     | IllFonic                 | Microsoft Windows                          |
| Sniper: Ghost Warrior 2                        | 2013  | City Interactive             | City Interactive         | Microsoft Windows, PlayStation 3, Xbox 360 |
| State of Decay                                 | 2013  | Undead Labs                  | Microsoft Studios        | Microsoft Windows, Xbox 360                |
| Stone Rage                                     | NC    | Mountainwheel Games          | Mountainwheel Games      | Microsoft Windows                          |
| Traction Wars                                  | NC    | Traction Wars Team           | NC                       | Microsoft Windows                          |
| Tour Golf Online                               | NC    | OnNet USA                    | OnNet GamesCampus        | Microsoft Windows                          |
| Warface                                        | 2013  | Crytek Kiev                  | Crytek Tencent Holdings  | Microsoft Windows, Xbox 360                |
| Wolcen : Lords of Mayhem                       | 2018  | Wolcen Studio                | NC                       | Microsoft Windows                          |